# Kenpachiro Satsuma
Kenpachiro Satsuma (薩摩剣八郎 Satsuma Kenpachirō?) (Prefectura de Kagoshima, 27 de mayo de 1947-16 de diciembre de 2023) fue un actor japonés.

## Carrera
Conocido por interpretar a Godzilla en la era Heisei de Godzilla (1984–1995), pero interpretó a otros monstruos gigantes (daikaijū) como Gigan y Hedorah. Mientras filmaba las películas de Godzilla, Satsuma se desmayaba regularmente en el set debido a la falta de oxígeno mientras usaba trajes de goma pesados y mal ventilados; esto fue especialmente un problema durante la producción de Godzilla vs. Destoroyah, en el que el efecto de vapor en el traje (destinado a representar a Godzilla entrando en fusión) se logró utilizando dióxido de carbono puro.

## Películas
- Godzilla vs. Hedorah (1971) como Hedorah
- Chikyū Kogeki Meirei Gojira tai Gaigan (1972) como Gigan
- Godzilla tai Megalon (1973) como Gigan
- Nostradamus no daiyogen (1974)
- Sengoku jieitai (1979)
- Godzilla (1984) como Godzilla
- Pulgasari (1985) como Pulgasari
- Godzilla tai Biollante (1989) como Godzilla
- Godzilla vs. King Ghidorah (1991) como Godzilla
- Godzilla vs. Mothra (1992) como Godzilla
- Godzilla vs. Mechagodzilla II (1993) como Godzilla
- Yamato Takeru (1994) como Yamata no Orochi
- Godzilla vs. SpaceGodzilla (1994) como Godzilla
- Godzilla vs. Destoroyah (1995) como Godzilla